# スマート一括
スマート一括は、ソフトバンクモバイルが提供する携帯電話端末の販売方法の1つである。

## 来歴
- 2009年1月頃 - 一部の直営店で試験的に開始。
- 2009年1月30日 - 正式サービスとしてすべての店舗で開始。

## 概要
携帯電話の2年間の利用を約束することにより、機種代金の割引を受けられるサービス。
スーパーボーナスと異なり、端末を割賦払いする必要はないものの、月月割を受けることもできない。

### サービス内容
ソフトバンクの指定機種を、新規契約で購入するときだけ選択できる購入方法で、本体代金から一律16,200円の割引を受けることができる。
本体代金の一部（3,240円）は、契約後３ヶ月後の請求に合算されるが、毎月の支払い方法をクレジットカードにした場合は免除される。
「2年契約」が必須となり、2年ごとの更新月以外に「2年契約」が解除になった場合、解除料として10,260円がかかる。
ただし、例外として新スーパーボーナス用販売価格で携帯電話を買い増しした場合、「2年契約」は解除となるが、更新月以外あっても契約解除料はかからない。